# Década de 1550
Década da existência da França Antártica.
Séculos: Século XV - Século XVI - Século XVII
Décadas: 1520 1530 1540 - 1550 - 1560 1570 1580
Anos: 1550 - 1551 - 1552 - 1553 - 1554 - 1555 - 1556 - 1557 - 1558 - 1559